# 釘宮理惠
釘宮理惠（日语：／ Kugimiya Rie，1979年5月30日—），日本女性聲優。隸屬於I'm Enterprise經紀公司。大阪府出生，成長於熊本縣熊本市。身高159公分，血型B型。
知名的演出角色有水瀨伊織（偶像大師）、夏娜（灼眼的夏娜）、露易絲（零之使魔）、片桐優姬（夕陽染紅的坡道）、阿爾馮斯·愛力克（鋼之鍊金術師）、三千院凪（旋風管家）、逢坂大河、神樂（銀魂）、哈比（FAIRY TAIL、EDENS ZERO）、神崎·H·亞莉亞（緋彈的亞莉亞）等。

## 人物
- 說話帶有鼻音且音調頗高，因此常扮演小學生左右的好強少女。與金田朋子、古山貴實子有相同的聲音特質，一同被認定是興梠里美及金井美香（即蘿莉聲聲優）的接班人。
- 覺得自己屬於任性型的女生，像是《爆彈小新娘》女主角莉采兒那樣的個性。
- 聲優的契機是因為在高中時代有參加廣播社，那時候就覺得在麥克風前播音讓全校都可以聽到自己的聲音很有趣。加上本身從小就很喜歡故事書，所以比起廣播、記者那類型像是念稿的播報就不太有興趣。簡單來說就是比較喜歡充滿幻想、有情感的故事，所以才會成為聲優。
- 如果不是聲優的話，想從事圖書館的管理員，因為從小就很喜歡看書。 2010年1月30日，於巴哈姆特電玩資訊站的專訪中，自言最近喜歡的書是村上春樹《1Q84》。
- 目前有很多「傲嬌系」角色的演出邀約，但是至今鮮少演過熟女、大姊姊類型的角色，未來也希望能夠挑戰不同的角色，希望未來能夠朝這方面擴展戲路。（2013年出演《光之美少女》王牌天使一角，為熟女、大姊姊類型的角色。）
- 具有日本實用英語技能檢定準二級資格。
- 演出《十二国記》的泰麒，扮演堂堂少年的角色，顛覆了觀眾原本「蘿莉專門聲優」的印象。之後又演出《鋼之鍊金術師》的阿爾馮斯·愛力克（《十二国記》和《鋼之煉金術師》的音響監督都是三間雅文）。此後，演出正太系少年的機會也逐漸增加。
  - 最近比較出名的正太系角色為《數碼寶貝拯救者》（Digimon Savers）的野口郁人。
- 因於不少作品中演出如《神秘智慧石》鈴鹿、《灼眼的夏娜》夏娜、《緋彈的亞莉亞》神崎·H·亞莉亞、《零之使魔》露易絲、《旋風管家》三千院凪、《虎與龍》逢坂大河等傲嬌系女主角，而有「傲嬌女王」的別稱。[1]
- 因為配《銀魂》的神樂，為了配合劇情，一改之前的略帶點柔弱風格，成為傲嬌毒舌娘，結果有一陣子都是如此，到了下一工作前還差點改不回來原來大眾熟悉的風格。
- 雖然出身於熊本縣熊本市，卻被自己廣播的聽眾誤認為是熊本縣八代市出身。另外，雙親都出身於關西，說的是關西腔（近畿方言），也因此似乎不太會熊本腔。
- 喜歡的食物是荔枝、生肝片麵類（於廣播中談到，學生時代經常當宵夜來吃）。其中特別喜歡生肝片，以來賓身份參加廣播節目第281集的猜謎環節，答對全部問題就可得到喜歡的東西一年分裡，獎品也選了生肝片程度。討厭的食物是香菇和黏巴巴的東西（特別是納豆與秋葵）。喜歡的電影是《拳霸》、《天生拳霸》、《少林足球》、《功夫》。動畫是《鋼之鍊金術師》。角色是戴眼鏡的角色。
- 有飼養一对約克夏㹴犬當寵物。
- 由於經常性演出設定相近的角色，因此有粉絲形容釘宮的招牌是「傲嬌、貧乳、雙馬尾」。
- 2008年獲得第2回聲優獎女優部門配角賞。
- 2009年獲得第3回聲優獎主演女優賞。
- 2013年5月30日，釘宮理惠官方部落格於Ameba開張[2]。
- 2022年生日之际开通Twitter官方账号并得到事务所的宣布，[3]同時亦已開通bilibili個人官方賬號。

## 交友关系
- 和同事务所的田村由香里、中原麻衣、植田佳奈、斋藤千和、高桥美佳子交情深厚。和白石凉子、三瓶由布子、泽城美雪、小清水亜美、渡邊明乃、那須惠的交情也相当深。因为一起演出《灼眼的夏娜》的关系，和生天目仁美、伊藤静的关系也相当不错。
- 因为《辣妹当家》的关系，与声优丰口惠及漫画家藤井三穗南（日语：藤井みほな）组成「音乐剧同盟」。
- 与一起演出《钢之炼金术师》的朴璐美关系不错，曾经在公众假日一起打扫房间。
- 在《灼眼的夏娜》、《零之使魔》、《旋风管家》、《銀魂》等作品中，与日野聪和三宅健太一起演出的机会相当多。其中，在前两部作品中，有着日野出演少年男主角而钉宫出演傲娇少女的共同点。
- 电台节目《旋风管家 Radio the combat butler》中，第九期节目和田中理惠一起主持，出于同名的考虑，节目开始的时候会用「私」来称呼自己，但在节目进行过程中又回用「理惠」。

## 逸事

### 与傅其慧相关
釘宮理惠與台灣配音員傅其慧同年同月同日生，而《灼眼的夏娜》中的夏娜和《魔導少年》中的哈比恰好也是這兩個人配音的。

### 钉宫病
釘宮理惠配音的代表性角色为夏娜（灼眼的夏娜）、露易丝（零之使魔）、三千院凪（旋風管家）、逢坂大河（TIGER×DRAGON！）。因为她們都是傲娇和具有娇蛮特性的角色，在最萌大賽的讨论中，被中国国内的网友称为「钉宫理惠的傲娇角色四连星」（「钉宫四人众」、「钉宫四萌」或「傲娇四连星」所指亦相同）。并且作为其角色及本人喜爱的代表名称。
2007年9月28日，在日本sofmap娱乐馆某店铺的告示牌中，夏娜（S型）、露易丝（L型）、三千院凪（N型）的角色被统称为「钉宫病」或「钉宫病毒」。
2007年12月30日，在C73大会上，发售专门面向钉宫病患者的CD。
2009年，逢坂大河（TIGER×DRAGON！）分別在日本與韓國的最萌大賽拿下雙冠軍，也是釘宮理惠所配角色第一次封后。
其本人在参加2010年台北國際書展签售会中曾被问到对于「钉宫病」的感受，其表示虽然被以“病”来形容，但感觉还是得到粉丝的支持而很高兴。

### 2010年台湾签名会
2010年1月30日，釘宮理惠應曼迪傳播邀請來台灣，于2010年台北國際書展舉辦簽名會，是釘宮首次海外公開活動。消息甫一公布，1月3日就有粉丝开始排队。钉宫到台湾以后，当地各大媒体纷纷予以报道。签名会当天，由于人数太多而场地狭小，引起了骚动，并且有2人昏倒、數人摔倒，临近的台湾东贩摊位被推擠的人潮推倒書牆，繁星出版攤位也遭波及。這一天在網路上被稱為「釘宮受難日」。

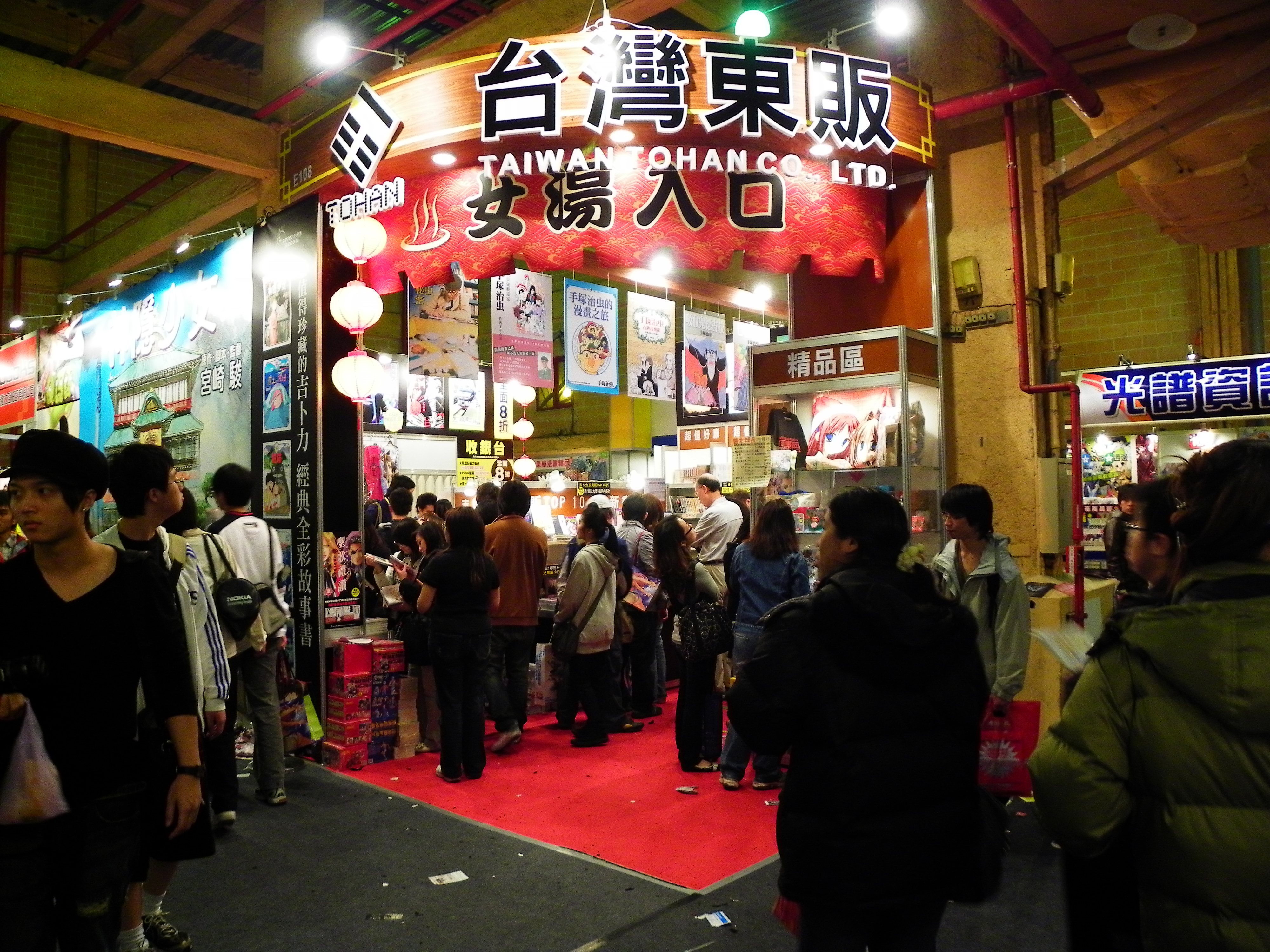
2010年台北國際書展，被釘宮理惠簽名會殃及的台灣東販攤位，攝影時甫復舊完畢。
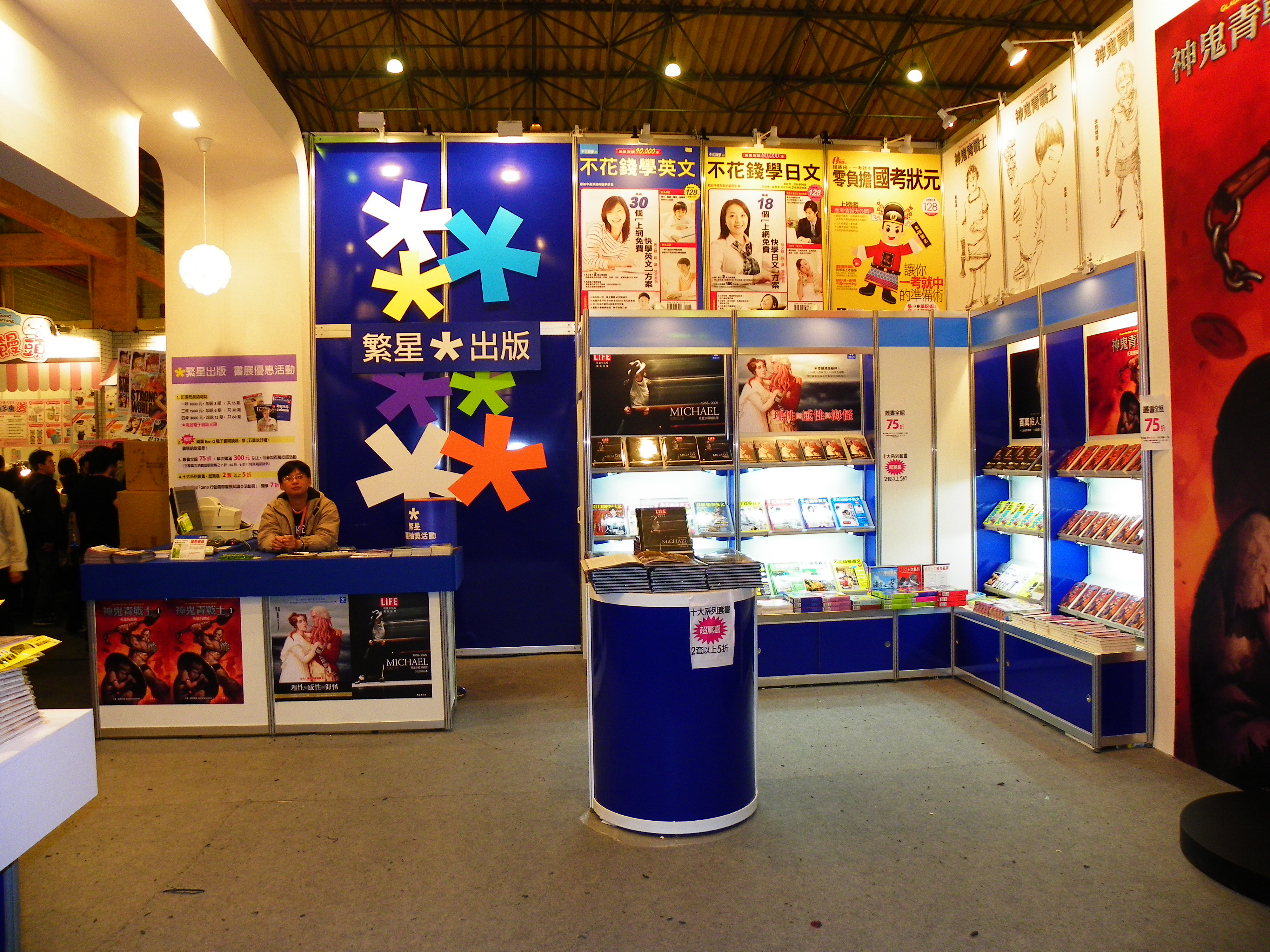
2010年台北國際書展，被釘宮理惠簽名會殃及的繁星出版攤位，攝影時甫復舊完畢。

事件中，一名被komica島民取名為「爽哥（世貿阿爽）」的男粉丝「本須和秀樹」（取自《Chobits》主角本須和秀樹），由于向前来采访的各电视台记者说「要把握过钉宫理惠的手套好好保存起来，世世代代传下去」，而被广大網友熟知。其戴手套与钉宫握手签名的不礼貌行为，遭到了广大網友的抨击，但也有部份網友讚賞他對釘宮理惠的熱情。正巧也参与签名会的某字幕组组长与其同名，被komica岛民列为怀疑对象，而不得不紧急做出澄清声明两者并非同一人。
事後巴哈討論區、komica、批踢踢等論壇上的網民称之为粉絲暴動事件，并發文認為安排此次簽名會的曼迪傳播事前沒有考慮場地過小、外加參與粉絲並沒有做好自我管控責任，才會導致暴動事件，部分網友更以「丟臉」、「可恥」形容此次暴動事件是「丟盡ACG迷的臉」，也有人發出「不用台灣媒體醜化ACG，粉絲們就先把自己最難看的一面做給媒體看了」之類的言論。
之后，网友发现，有人在Yahoo!奇摩與露天拍賣拍卖钉宫于签名会上亲笔签名之物品。
事件經NICONICO動畫傳回日本以後，也引起日本網民的熱烈評論。

## 演出作品
※ 主角及主要人物以粗體識別。

### 電視動畫
1999年
- 大嘴鳥（小章魚丸）

2000年
- 反斗小王子（傘人偶、中學生、女學生）
- 庫洛魔法使（女子高中生〈66話〉）
- 真·女神轉生 惡魔之子（メッチー）
- 地球防衛企業（〈18話〉）
- 袖珍女侍小梅（蕾娜）
- 女神候補生（伊克妮·亞歷克多）
- 六門天外（美麗3世〈第2代〉、凱特‧希）

2001年
- 阿貴的家族（第一作）（秀妹）
- 学園戰記（村田雙葉）
- 妙妙魔法屋（ドグウちゃん）
- 銀河天使（少女）
- 辣妹當家（壽沙夜）
- Vampian Kids（昂立平）
- 宇宙人形17（澤田美奈）
- 神奇寶貝（小雪ユユキ、小璃リリー）
- 怪獸家族（摩利朋）

2002年
- G-on少女騎士團（リロ）
- 十二國記（泰麒、少春）
- 超重神GRAVION（ブリギッタ）
- 迷糊天使（植松小星）
- 幸運大頭狗（ヒメチン）
- 爆彈小新娘（岩城莉采兒）
- 魔法咪路咪路（姆路）

2003年
- 自動機器人·原子小金剛（ニャン子）
- 犬夜叉（ごほう、孩童聲〈第98話〉）
- （鈴鹿）
- 金色的卡修（蒂歐）
- 急救超人兵團（梅木瑠璃/エーデルワイス）
- 哈姆太郎（トマトくん、ウキハムくん）
- 鋼之鍊金術師（阿爾馮斯·愛力克、凱瑟琳·愛爾·阿姆斯壯）
- 光與水的女神（高橋健太）
- 名偵探柯南（惠）
- 美鳥日記（真行寺耕太）
- 洛克人EXE AXESS（アネッタ）

2004年
- 阿貴的家族（第二作，第二期）（秀妹）
- 學園愛麗絲（今井螢）
- 超重神GRAVION Zwei（ブリギッタ）
- 二人之忍传（雅）
- Burn-Up Scramble（神宮真彌）
- BLEACH（黑崎夏梨、涅音夢、莉莉）
- 魔法少女奈葉（亞麗沙·巴寧斯）
- 瑪莉亞的凝望～春～（松平瞳子）
- 棒球大聯盟 1st season（小森大介）
- 烘焙王（莫妮卡·阿德娜亞）
- 洛克人EXE Stream（アネッタ）

2005年
- 武器種族傳說（吉露露（吉可露·西露巴特蘿絲））
- 我的太太是魔法少女（清水美香、美杉彩佳）
- Canvas2 〜彩虹色的圖畫〜（望月春菜）
- 極上生徒會（イライザ山本）
- 灼眼的夏娜（夏娜）
- 聖魔之血（彼得）
- 冒险王比特EXCELLION（里奧）
- 魔法少女奈葉A's（亞麗沙·巴寧斯）
- MÄR 魔法世界（貝兒、琴美）
- LOVELESS（坂上江夜）
- 撲殺天使朵庫蘿（莎芭多）
- 天國之吻（山本小姐）

2006年
- 受讚頌者（卡謬）
- 童話槍手小紅帽（木之下蘋果）
- 玻璃艦隊（拉爾夫·菲查齊拉魯德·帝翁·德·拉古、〈7歲〉）
- 銀魂（神樂）
- Ghost Hunt（原真砂子）
- 零之使魔（露易絲·法蘭西斯·露·布朗·杜·拉·瓦里埃爾）
- 我的裘可妹妹（華山田由理香）
- 數碼寶貝拯救者（野口郁人）
- 心跳回憶 Only Love（愛川桃〈6、11話〉）
- 蜂蜜幸運草 II（森田忍（孩童時代））
- （電視劇「交響情人夢」第4話 劇中動畫）
- 神奇寶貝鑽石&珍珠（照彥テルヒコ）
- 甜蜜偶像（大路しずく）

2007年
- 英國戀物語艾瑪 第二幕（楊）
- 大江戶火箭（駿平）
- 機神大戰（エレナ/エレオノーレ・クライン）
- （加奈）
- 最高！拓麻歌子（まめっち）
- 灼眼的夏娜II（夏娜）
- 零之使魔 雙月的騎士（露易絲·法蘭西斯·露·布朗·杜·拉·瓦里埃爾）
- 拯救德尔托拉（ネリダ）
- 交響情人夢（リオナ）
- 旋風管家（三千院凪、布立東尼）
- 向陽素描（智花）
- 英雄時代（梅璐·歐茲·梅西里）
- 武裝鍊金（ヴィクトリア・パワード）
- 地球防衛少年（/矢村四詩）
- 蛋黃醬蘿莉（春日乃ねね、関とまり）
- 意外（高津）
- （搶先播放）（ルビー）
- 魔法人力派遣公司（葛城美貫、葛城香）
- 英雄时代（梅璐·歐茲·梅西里）

2008年
- 機動戰士GUNDAM 00（妮娜·特里尼迪）
- 武裝機甲（遠藤泉奈）
- 虎与龙（逢坂大河）
- 蠟筆小新（短澤雅美）
- 钢铁新娘（早川美咲）
- 染红的街道（片桐优姬）
- 零之使魔 三美姬的輪舞（露易絲·法蘭西斯·露·布朗·杜·拉·瓦里埃爾）
- 隱之王（六條壬晴）
- 記憶女神的女兒們（咪咪）
- 向阳素描×365（智花）
- 十字架與吸血鬼（白雪美逸）
- 十字架与吸血鬼 CAPU2（白雪美逸）
- 楚楚可憐超能少女組（澪、桃太郎、少年时的皆本光一、三千院凪）
- 狂亂家族日記（天真）
- 我家有个狐仙大人（月读、白鬼〈小白〉）

2009年
- 肯普法（爆炸企鵝）
- 瑪莉亞的凝望 第四季（松平瞳子）
- 鋼之鍊金術師 FULLMETAL ALCHEMIST（阿爾馮斯·愛力克、小梅、真理、凱薩琳·阿姆斯壯）
- FAIRY TAIL（哈比）
- 咲-Saki-（片岡優希）
- 海猫泣鳴之時（纱音）
- 空中鞦韆（麗奈）
- 地獄少女 三鼎（篠原兔）
- BASQUASH!（弗羅拉·斯凱布魯）
- 女王之刃 流浪的战士（梅罗娜）
- 旋風管家 第二季（三千院凪）
- 加奈日記（久地院美華）
- 乃木坂春香的秘密 Purezza♪（愛莉絲堤亞·雷恩、天王寺冬華）
- 守護甜心!!心跳（櫻井優亞）
- 戰鬥司書系列（阿奇多＝庫洛馬）
- 哆啦A夢（（露莉）〈174話〉）
- 義呆利 Axis Powers（列支敦士登）

2010年
- 閃電十一人（宇都宮虎丸）
- 大小姐×执事!（大地薰）
- 向陽素描×☆☆☆（智花）
- 名偵探柯南（（石川春香）〈566話〉）
- 吸血鬼同盟（西絲蒂莉卡）
- 我是御宅上班族（日语：ぼく、オタリーマン。）（旁白、源）
- 大神与七位伙伴（宇佐見美美）
- 百花繚亂 SAMURAI GIRLS（真田幸村）
- 魔法禁書目錄II（雅妮絲·桑提斯）
- 戰鬥司書The Book of Bantorra（アーキット）

2011年
- Dragon Crisis!（蘿絲）
- FreeZing（凯西·罗克哈特）
- 亞斯塔蘿黛的後宮玩具（亞斯塔蘿黛·尤各瓦爾）
- 緋彈的亞莉亞（神崎·H·亞莉亞）
- 銀魂'（神樂）
- 學園救援團（神樂〈客串〉）
- 惡魔阿薩謝爾在召喚你（清子）
- 快盜天使雙胞胎（葉月胡桃）
- 偶像大師（水瀨伊織）
- 女神異聞錄4（久慈川理世）
- 灼眼的夏娜III Final（夏娜）

2012年
- 閃電十一人GO（宇都宮虎丸）
- 零之使魔F（露易絲·法蘭西斯·露·布朗·杜·拉·瓦里埃爾）
- 直笛與書包（宮川敦美）
- 愛殺寶貝（沒角色）
- 咲-Saki-阿知賀篇（片岡優希）
- 襲來！美少女邪神（哈斯塔 / 蓮太）
- 女王之刃 叛亂（千變刺客 梅蘿娜）
- 光明之心 ～幸福的麵包～（梅露蒂）
- 王者天下（河了貂）
- Battle Spirits 劍之眼（白亞·伊斯托古）
- 窮神（箕輪胡桃）
- 戀愛與選舉與巧克力（大澤由衣奈）
- ROBOTICS;NOTES（愛理）
- 旋風管家 Can't take my eyes off you（三千院凪）
- 向陽素描×蜂窩（智花）
- 金魂'（神樂〈實為第二期銀魂' - 延長戰〉）
- 武裝神姬（楚格兒）
- 翡翠森林狼與羊秘密的朋友（咩）
- 元氣少女緣結神（博子）
- 白熊咖啡廳（女高中生）

2013年
- THE UNLIMITED 兵部京介（桃太郎）
- 百花繚亂 SAMURAI BRIDE（真田幸村）
- 襲來！美少女邪神W（哈斯塔 / 蓮太）
- RDG 瀕危物種少女（和宮悟）
- 旋風管家！ Cuties（三千院凪）
- 心跳！光之美少女（圓亞久里 / 王牌天使）
- 我的妹妹哪有這麼可愛。（來栖彼方）
- 召喚惡魔Z（清子）
- 王者天下2（河了貂）
- 直笛與背包Mi☆（宮川敦美）
- 我不受歡迎，怎麼想都是你們的錯！（小希）
- 最強銀河 究極ZERO Battle Spirits（利古度‧艾普路）
- 結界女王 震動（凱西·羅克哈特）
- 京騷戲畫（琴）
- ONE PIECE 多雷斯羅薩篇（砂糖）

2014年
- 魔女的使命（克蘿諾娃史瓦茲·西庫斯）
- 咲-Saki-全國篇（片岡優希）
- 流浪神差（野良）
- NO GAME NO LIFE 遊戲人生（特圖）
- FAIRY TAIL 第二季（哈比）
- selector infected WIXOSS（烏莉絲）
- 漫畫家與助手（黑井瀨奈）
- 史上最強弟子兼一～暗之襲擊～（風林寺美羽）
- JoJo的奇妙冒險 星塵鬥士（安）
- 東京喰種（鈴屋什造）
- 關於完全聽不懂老公在說什麼的事情（樹瀨梨乃）
- 境界觸發者（小南桐繪）
- TRINITY SEVEN（小空）
- 我，要成為雙馬尾（草莓雙馬尾、女學生）
- （加賀美茉莉）

2015年
- 百合熊風暴（米倫）
- 東京喰種√A（鈴屋什造）
- 聖劍使的禁咒詠唱（艾琳·海柏利）
- 關於完全聽不懂老公在說什麼的事情第2期（樹瀨梨乃、美少女戰士·赤）
- 血界戰線（小白/小黑/絕望王）
- 銀魂°（神樂）
- Punch Line（台初明香）
- T宝的悲惨日常 夢幻編（安吉拉·巴爾薩克）
- 那就是聲優！（釘宮理惠）
- K RETURN OF KINGS（五條須久那）
- 流浪神差 ARAGOTO（野良）
- 緋彈的亞莉亞AA（神崎·H·亞莉亞）
- 金田一少年之事件簿R（第2期）（周龍道/狩谷純）
- 受讚頌者 虛偽的假面（卡謬）

2016年
- 小松先生（少林）
- Divine Gate（少年K）
- 境界之輪迴 第2期（杏珠）
- LoveLive! Sunshine!!（高海千歌的母亲）
- 熱情傳奇 The X（貝爾貝特的弟弟）
- Fate/kaleid liner 魔法少女☆伊莉雅 3rei!!（碧兒翠絲·芙勞爾查德）
- 半田君傳說（比良山霞）
- 槍彈辯駁3 －The End of 希望峰學園－ 未來篇（萬代大作）
- 信長的忍者（寧寧）
- 一課一練（黃巧衣）

2017年
- 學園少女突襲者 Animation Channel（灰島依咲里、灰島華賀利、魔休奈）
- 精靈寶可夢 太陽&月亮 （依雅）
- élDLIVE宇宙警探（多爾）
- 銀魂. 洛陽決戰篇/走光篇（神樂、江華）
- MARGINAL#4 由KISS開始創造的Big Bang（托摩諾利君）
- 碧藍幻想 The Animation（碧）
- 快盜天使BREAK（牛奶）
- 正確的卡多（品輪彼方[20]）
- 境界之輪迴 第3期（杏珠）
- 妖怪公寓的優雅日常（小圓、華子、詩寇蒂、山本小夏）
- 便利商店情人（三橋真珠）
- 時間支配者（蜜娜·普汀）
- 咕嚕咕嚕魔法陣（娜娜可拿）
- 悠久持有者：魔法老師！ 第2部（祝月詠）
- 戰刻夜血（結月）
- 食戟之靈 餐之皿（茜久保桃）
- 牙狼〈GARO〉-VANISHING LINE-（蘇菲）
- 寶石之國（變石）
- LoveLive! Sunshine!! 第2期（高海千歌的母親）
- 血界戰線 & BEYOND（小黑）

2018年
- 銀魂. 銀之魂篇（神樂）
- DARLING in the FRANXX（001）
- 賽馬娘Pretty Derby（サンバイザー）
- 東京喰種:re（鈴屋什造）
- 甜心戰士 Universe（塔蘭圖拉豹[21]）
- 食戟之靈 餐之皿 遠月列車篇（茜久保桃）
- Hisone與Masotan（柿保令美）
- Banana Fish（珍妮佛）
- LORD of VERMILION 紅蓮之王（真鶴椿[22]）
- GRAND BLUE碧藍之海（混音C）
- 軒轅劍·蒼之曜（苻寧[23]）
- 魔法禁書目錄III（雅妮絲·桑提斯）
- FAIRY TAIL 最終章（哈比）
- 尤利西斯 貞德與鍊金騎士（妖精族A）

2019年
- YU-NO 在這世界盡頭詠唱愛的少女（島津澪[24]）
- 皿三昧（矢逆春河）
- 魔法水果籃（草摩樂羅[25]）
- 請讓我撒嬌，仙狐大人！（稻陽少女陽子）
- RobiHachi（斯拜希亞）
- 炎炎消防隊（蒿梅雅[26]）
- 食戟之靈 神之皿（茜久保桃）
- 刀劍神域 Alicization War of Underworld（加百列·米勒〈幼年〉）

2020年
- 空挺Dragons（卡佩拉[27]）
- 魔法紀錄 魔法少女小圓外傳（里見燈花）
- 夢幻之星Online2 EPISODE ORACLE（【雙子】〈ダブル〉）
- 〈Infinite Dendrogram〉-無盡連鎖-（加德婪韃）
- 夢夢貓（優尼[28]）
- 王者天下3（河了貂）
- LISTENERS 聆聽者（尼爾[29]）
- 魔法水果籃 2nd Season（草摩樂羅）
- GO!GO! 小金剛
- 女武神的餐桌（琪亞娜·卡斯蘭娜）
- 炎炎消防隊 貳之章（蒿梅雅）
- 高校之神（劉秀美、馬寶拉）
- 數碼寶貝大冒險：（幻蜂獸）
- 魔王學院的不適任者～史上最強的魔王始祖，轉生就讀子孫們的學校～（海涅·加隆·伊歐魯古）
- 食戟之靈 豪之皿（茜久保桃）
- 小碧藍幻想!（碧、斑比、黑碧、次元超越型碧）

2021年
- Praeter之傷（由岐梢）
- 境界触发者 第2期（小南桐繪）
- 咒術迴戰（西宮桃）
- Hortensia SAGA 蒼之騎士團（莎莉亞、埃爾瓦）
- Re：從零開始的異世界生活 2nd season（潘朵拉）
- 碧藍航線 微速前進！（可畏）
- WAVE!!～來衝浪吧!!～（麥麥）
- 哥吉拉 奇異點（榮格／噴射傑格榮格／噴射傑格PP）
- EDENS ZERO 伊甸星原（哈比）
- 夢夢貓 Mix！（優尼）
- 魔法水果籃 The Final（草摩樂羅）
- 影宅（芭芭拉、芭比）
- 女武神的餐桌II（琪亞娜·卡斯蘭娜）
- 魔法紀錄 魔法少女小圓外傳 2nd SEASON -覺醒前夜-（里見燈花）
- 瓦尼塔斯的手札（克洛伊[30]）
- 與你一起健身拳擊（潔妮絲）
- 境界触发者 第3期（小南桐繪）
- 因為不是真正的夥伴而被逐出勇者隊伍，流落到邊境展開慢活人生（媞瑟[31]）

2022年
- 怪人開發部的黑井津小姐（沙羅曼達）
- 與變成了異世界美少女的大叔一起冒險（愛與美的女神）
- 幻想三國誌 -天元靈心記-（鳳孤）
- 天才王子的赤字國家重生術（特兒雀菈）
- 魔法紀錄 魔法少女小圓外傳 Final SEASON -淺夢的黎明-（里見燈花）
- 王者天下4（河了貂）
- 魔法使黎明期（萊歐斯）
- 夏日時光（小早川詩織[32]）
- 數碼寶貝幽靈遊戲（蛋蛋獸）
- Estab-Life Great Escape（魔法少女型態十一）
- 影宅 -2nd Season-（芭芭拉、芭比[33]）
- 契約之吻（宅配業者）
- 受讚頌者 二人的白皇（卡謬[34]）
- 幽零幻鏡（絲麥莉）
- 黑之召喚士（柯蕾特）
- 小妖怪！（ミーニャン）
- POP TEAM EPIC（第2期）（PIPI美〈第2話A段〉）
- 後宮之烏（安蕙蘭、西婉琳）
- 秋葉原冥途戰爭（阿萌）

2023年
- 轉生公主與天才千金的魔法革命（旁白、露米耶爾·雷內·帕雷提亞〈露米〉）
- 冰劍的魔術師將要統一世界（雷伊·懷特〈過去〉、莉莉·懷特）
- 魔王學院的不適任者～史上最強的魔王始祖，轉生就讀子孫們的學校～II（海涅·加隆·伊歐魯古）
- 被解僱的暗黑士兵（30多歲）開始了慢生活的第二人生（魔王）
- 福星小子（狐狸）
- EDENS ZERO 伊甸星原（第2期）（哈比[35]）
- 鬼滅之刃 刀匠村篇（無一郎的鎹鴉）
- 江戶前精靈（約爾黛[36]）
- 鄰人似銀河（『獅子的拳擊手』男主角）
- 獻祭公主與獸王（少年阿努比斯）
- 幻日夜羽 -鏡中暉光-（千歌的母親[37]）
- AI電子基因（波波）
- BLEACH 千年血戰篇-訣別譚-（涅音夢）
- 偶像大師 百萬人演唱會！（水瀨伊織）
- 地下忍者（純粹愛、多羅）
- 不死不運（塔奇安娜[38]）
- 咒術迴戰（第2期）（西宮桃）
- 小邪神飛踢【世紀末篇】（風丸）

2024年
- 因為不是真正的夥伴而被逐出勇者隊伍，流落到邊境展開慢活人生 2nd（媞瑟[39]）
- 月刊妄想科學（凱薩琳·蘇[40]）
- 王者天下5（河了貂[41]）
- 愚蠢天使與惡魔共舞（麗茲[42]）
- 勇氣爆發Bang Bravern（威爾姆·維塔[43]）
- 福星小子 第2期（狐狸）
- 卡片戰鬥！！先導者 Divinez（希維爾特[44]）
- 鬼滅之刃 柱訓練篇（鎹鴉）
- 逃走中 THE GREAT MISSION（桃）
- 星際莊的戀愛日記（若林蓮[45]）
- 烏鴉不擇主（白珠[46]）
- 從Lv2開始開外掛的前勇者候補過著悠哉異世界生活（芬里絲[47]）
- 卡片戰鬥！！先導者 Divinez Season2（希維爾特）
- FAIRY TAIL魔導少年 百年任務（哈比[48]）
- 神明渴求著遊戲。（端子精靈}）
- 神奇柑仔店 錢天堂（犬塚琢己}）
- 拉麵赤貓（小花[49]）
- 尋神的旅途（花果[50]）
- 科學×冒險生存！（居里[51]）
- BLEACH 千年血戰篇-相剋譚-（涅音夢、黑崎夏梨）
- 噗妮露是可愛史萊姆（東雲翼）

2025年
- 全修。（由里歐[52]）
- 雖然我是注定沒落的貴族 閒來無事只好來深究魔法（謎之少女[53]／少女拉頓[54]）
- 地縛少年花子君2（未來[55]）
- 魔神創造傳（渡的母親、龍龍[56]）
- 天久鷹央的推理病歷表（三木健太）
- Re：從零開始的異世界生活 3rd season（潘朵拉）
- 炎炎消防隊 參之章（蒿梅雅[57]）
- 黑執事 -綠之魔女篇-（齊格林德·沙利文[58]）
- 機動戰士Gundam GQuuuuuuX（哈囉[59]）
- 使人誤解的工房主～關於原英雄隊伍的雜役人員，實際上除了戰鬥能力外全是SSS的故事～（希爾德加德）
- WITCH WATCH 魔女守護者（糖漿[60]）
- 銀魂 3年Z班銀八老師（神樂[61]）
- 科學×冒險生存！（第2期）（居里[62]）
- 王者天下6（河了貂[63]）

時期未定
- 陰陽百鬼物語（神樂）

### OVA
- 變裝遊戲（/2002年）
- 銀河美少女 Hearts（日菜/2003年）
- MUNTO（2003年）
- （/2004年）
- 一擊殺虫！！小惠惠（HOIHOI/2004年）
- 童話槍手小紅帽（木之下蘋果/2005年）
- 銀河美少女 Power Up!（/2005年）
- 銀魂（神樂/2005年）
- 撲殺天使朵庫蘿（莎芭多/2005年）
- （夏娜/2006年）
- 鋼之鍊金術師 PREMIUM COLLECTION（阿爾馮斯‧愛力克/2006年）
- BLEACH Memories in the rain（黑崎夏梨）
- 瑪莉亞的凝望 3rd season OVA（松平瞳子/2006－2007年）
- 撲殺天使朵庫蘿2（莎芭多/2007年）
- 零之使魔 三美姬的輪舞（露易絲·法蘭西斯·露·布朗·杜·拉·瓦里埃爾）
- [未放映版]（蕾娜）
- FAIRY TAIL（哈比）
- 旋風管家 第二季 （三千院凪/2009年）
- 染红的街道（片桐優姬/2009年）
- 異世界的聖機師物語（蘭/2009年）
- 魔法老师 另一個世界（月詠/2009年）
- 灼眼的夏娜S（夏娜/2009年）
- 楚楚可憐超能少女組（澪/2010年）
- 京騷戲畫（琴/2011年）
- 虎與龍（逢坂大河/2011年）
- 史上最強弟子兼一（風林寺美羽/2012年－2014年）
- 我不受歡迎，怎麼想都是你們的錯！（小希/2014年）
- 銀魂（神樂）第58卷同捆OAD

2016年
- FAIRY TAIL 妖精們的懲罰遊戲（哈比）
- FAIRY TAIL 納茲vs.梅比斯（哈比）
- FAIRY TAIL 妖精們的聖誕節（哈比）

2017年
- 食戟之靈「遠月十傑」（茜久保桃）※漫畫第25卷OAD同捆版

### 剧场版動畫
2004年
- 劇場版 魔法少年賈修 第101個魔鬼（蒂歐）

2005年
- 劇場版 魔法少年賈修 機械巴爾漢的來襲（蒂歐）
- 劇場版 鋼之鍊金術師 森巴拉的征服者（阿爾馮斯·愛力克）

2006年
- 劇場版BLEACH MEMORIES OF NOBODY（黑崎夏梨）

2007年
- 電影 Yes!光之美少女5 鏡之國的奇蹟大冒險!（闇之星天使）
- 劇場版 灼眼的夏娜（夏娜）
- 劇場版BLEACH The DiamondDust Rebellion 另一把冰輪丸（黑崎夏梨）

2008年
- 劇場版BLEACH BLEACH Fade to Black 呼喚你的名字（涅音夢）
- 劇場版MAJOR 友情的一球（小森大介）

2010年
- 銀幕義呆利 Axis Powers Paint it, White（列支敦斯登）
- 閃電十一人 最強軍團王牙來襲（宇都宮虎丸）
- 銀魂劇場版 新譯紅櫻篇（神樂）
- 魔法少女奈葉 The MOVIE 1st（亞麗沙·巴寧斯）
- 神奇寶貝劇場版：幻影的霸者 索羅亞克（雪拉比）
- 蠟筆小新：超時空！風起雲湧 我的新娘（金有民子）
- 劇場版 機動戰士鋼彈00 -A wakening of the Trailblazer-（米娜·卡門）
- 劇場版BLEACH 地獄篇（黑崎夏梨）

2011年
- 劇場版 旋風管家 HEAVEN IS A PLACE ON EARTH（三千院凪）
- 鋼之鍊金術師 嘆息之丘的聖星（阿爾馮斯·愛力克）

2012年
- 青之驅魔師 ―劇場版―（兔麻呂）
- 劇場版 FAIRY TAIL 鳳凰的巫女（哈比）
- 魔法少女奈葉 The MOVIE 2nd A's（亞麗沙·巴寧斯）

2013年
- 電影 心跳！光之美少女 小愛結婚了！！？連結未來的希望禮服！（圓亞久里 / 王牌天使）
- 銀魂完結篇 永遠的萬事屋（神樂）

2014年
- 偶像大師 劇場版 前往光輝的另一端！（水瀨伊織）
- 樂園追放 -Expelled from Paradise-（安吉拉·巴爾薩克）
- 光之美少女 All Stars New Stage3 永遠的朋友（圓亞久里 / 王牌天使）

2015年
- 蒼藍鋼鐵戰艦 -ARS NOVA- DC（武藏）
- 神奇寶貝 XY 光輪的超魔神 胡帕（胡帕）
- 蒼藍鋼鐵戰艦 -ARS NOVA- Cadenza（武藏）

2016年
- 劇場版 selector destructed WIXOSS（五十嵐留未／烏莉絲）

2017年
- 劇場版 TRINITY SEVEN -悠久圖書館與鍊金術少女-（小空）
- 哆啦A夢：
- NO GAME NO LIFE 遊戲人生 ZERO（特圖）
- 魔法少女奈葉Reflection（亞麗沙·巴寧斯）
- FAIRY TAIL DRAGON CRY（哈比）

2018年
- 忍者蝙蝠俠（哈莉·奎茵）
- K 劇場版 SEVEN STOTIES Episode 3 SIDE：GREEN～覆寫世界～ （五條須久那）
- 魔法少女奈葉Detonation（亞麗沙·巴寧斯）
- 企鵝公路（內田同學）

2019年
- 劇場版 TRINITY SEVEN -天空圖書館與緋紅的魔王- - （小空）
- Hello World（烏鴉）
- 劇場版新幹線戰士：來自未來的神速ALFA-X（少年速杉北斗）

2020年
- 哆啦A夢：大雄的新恐龍（2020年）(小妙（恐龍）)

2021年
- 銀魂 THE FINAL（神樂）
- 劇場版 Fate/kaleid liner 魔法少女☆伊莉雅 Licht 沒有名字的少女（碧兒翠絲）
- 劇場版 咒術迴戰 0（西宮桃）

2022年
- 電影版殘念生物事典（ウサオのかあちゃん）

2023年
- 數碼寶貝02 THE BEGINNING（烏科獸）
- 鬼太郎誕生 咯咯咯之謎（長田庚子[64]）
- 劇場版 鋼管公主!!（芯央杏美[65]）
- 劇場版 轉生成女性向遊戲只有毀滅END的壞人大小姐（ピヨ[66]）

2026年
- 新劇場版 銀魂 -吉原大炎上-（神樂[67]）

### 網路動畫
- 黑塔利亞（列支敦士登）
- 京騷戲畫（事）
- 蟑螂娘（小蠊）

2016年
- 寶可夢世代（女孩）
- 哨聲響起 重配版（野呂浩美）[68]

2019年
- 女武神的餐桌（琪亞娜·卡斯蘭娜）

2020年
- 女武神的餐桌 第二季（琪亞娜·卡斯蘭娜）

2021年
- 銀魂 THE SEMI-FINAL（神樂）
- 我變成耿鬼！？（乃乃）

2022年
- 小太郎一個人生活（佐藤小太郎、殿下大人[69]）
- TIGER & BUNNY 2（フガン〈幼少〉、ムガン〈幼少〉）
- 釋雪二藍（曉星〈幼少期〉）
- 鋼管公主!!（芯央杏美）

2024年
- Fate/Grand Order 搞不懂的藤丸立香 第2期（克娄巴特拉）

2025年
- 忍者蝙蝠俠VS極道聯盟（哈莉·奎茵[70]）
- BULLET/BULLET（ノサ姉[71]）

### 遊戲
- 英雄傳說 軌跡系列（琪雅）
  - [PSP]英雄傳說 零之軌跡
  - [PSP]英雄傳說 碧之軌跡
  - [PS VITA] 英雄傳說 零之軌跡 Evolution
  - [PS VITA] 英雄傳說 碧之軌跡 Evolution
  - [PS4]英雄傳說 閃之軌跡IV
  - [PS4]英雄傳說 創之軌跡
- 阿修羅之怒（ミスラ）PS3、XBOX360
- （艾莉絲）PC
- 光明之心（梅露蒂）PSP
- 時空幻境 交響曲傳奇 拉塔特斯克的騎士（瑪露塔·路亞蒂）Wii
- PC
- Iris（耒田美卯）PS2
- 深紅之淚（楓）PS2
- e'tude prologue ?（佐伯悠見）
- （魔神惠）PS2
- GUYS AND DOLLS（エルナ）PC
- KID MIX（セクション）PS
- Close to ～祈願之丘～（橘小雪）DC
- 光明騎士IV（レオナ）PS2
- 少女義經傳（伊勢玲奈）PS2
- （雀）PS
- Xenosaga EPISODE I ?Der Wille zur Macht?（メリィ）PS2
- 莉莉的鍊金工房 ～薩爾布魯克的錬金術士3～（海美娜）PS2
- 海美娜與克魯斯 ～莉莉的鍊金工房 另一個故事～（海美娜）PS2
- 人中之龍（澤村遙）PS2
- 人中之龍2（澤村遙）PS2
- 人中之龍 登場！（遙）PS2
- 人中之龍3（澤村遙）PS3
- 人中之龍4 傳說的繼承者（澤村遙）PS3
- 人中之龍 OF THE END（澤村遙）PS3
- 人中之龍5 夢想的實現者 （澤村遙）PS3
- 人中之龍 極 （澤村遙）PS4
- 人中之龍6 生命詩篇 (澤村遙) PS4
- 人中之龍 極2 （澤村遙）PS4
- *人中之龍3 HD移植版  （澤村遙）PS4
- 人中之龍4 傳說的繼承者 HD移植版 （澤村遙）PS4
- 人中之龍5 夢 實踐者 HD移植版（澤村遙）PS4
- 人中之龍online（澤村遙）Pc和安卓ios
- 發明工坊2（安琳瑟·赫斯羅普）PC
- 白銀的卡露與蒼空的女王（安琳瑟·赫斯羅普）PC
- 超魔法大戰（奎絲忒·脩諾索）PC
- THE IDOLM@STER（水瀨伊織）XBOX360
- 美少女夢工場4（克利絲提娜）PC
- GBA（戰鬥語音）、PSP（全程語音）
- 紅線（若杉葛）PS2
- 召喚夜響曲3（亞莉榭）
- 武裝神姬（サンタ型ツガル）PC
- 灼眼的夏娜（夏娜）NDS
- Trouble Twins -MY SWEET BROTHERS-（桐島梨梨花）PC
- 魔法飛球（酷兒）線上
- 弧光之源2-意志（卡蓮）DS
- 恋爱少女与守护之盾（山田妙子）PS2
- 女神異聞錄4（久慈川理世）PS2
- 染红的街道（片桐优姬）PS2
- 召喚夜響曲 X ～TEARS CROWN～（艾爾娜蒂塔）
- 幻想戰記Fantasy Earth Zero（ボイスチケット♀Ⅷ〈生意気I〉） 線上
- （PS2-初回限定動畫）
- 學園愛麗絲〜閃亮★記憶之吻（今井螢）PS2
- 零之使魔小惡魔和春風的協奏曲（露易絲·法蘭西斯·露·布朗·杜·拉·瓦里埃爾）PS2
- 零之使魔夢魔編織的夜風幻想曲（露易絲·法蘭西斯·露·布朗·杜·拉·瓦里埃爾）PS2
- 零之使魔迷途者的終止符與數千首交響曲（露易絲·法蘭西斯·露·布朗·杜·拉·瓦里埃爾）PS2
- 海賊王Unlimited Cruise1-波浪的密寶（卡布里）Wii
- 海賊王Unlimited Cruise2-覺醒的勇者（卡布里）Wii
- Elemental Battle Academy（理艾爾＝微魯帝）
- 艾爾之光（愛莎）線上
- 初音島II（艾莉卡·紫）PS2
- 龙之谷（蕾娜，曼陀罗草）线上
- 咲-Saki- Portable（片岡優希）PSP
- 學園Hetalia（列支敦士登）PSP
- 幻月之歌-Divina-（玩家角色 A、B）線上
- Angelic Crest（莉莉絲）線上
- （葉月胡桃）PSP
- 蘿球社！（鷹代那美）PSP
- 龙与虎携带版（逢坂大河）PSP
- 我的妹妹哪有這麼可愛！攜帶版哪有可能繼續！（來栖彼方）PSP
- BRAVELY DEFAULT PRAYING BRAGE（土之巫女「莉莉亞·托·羅索·誓約」）線上
- Unlight（雪莉、多妮妲）線上
- Metal Max 4（柯拉）3DS
- 乖離性百萬亞瑟（貓妖精）手機APP
- Nitro+ Blasterz -Heroines Infinite Duel-（安吉拉·巴爾薩克）大型電玩、PS3、PS4
- 妖怪百姬（九尾狐、玄武）手機APP
- 碧藍幻想（ヴァンピィ） 線上
- 問答RPG  魔法使與黑貓維茲(奧爾涅‧坦佩)手機APP
- 白貓Project（ティナ）手機APP
- 夢幻之星Online2（双子・男、双子・女、ヘンリエッタ）線上
- 螺旋境界線（斑鳩）手機APP
- 少女前線（G41）手機APP
- 在茜色的世界與君詠唱（小碓尊ヤマトタケル）手機APP
- 碧藍航線（吸血鬼、可畏）手機APP
- 英雄聯盟(安妮)
- SD鋼彈G世代 (カチュア・リィス)

2006年
- 傳頌之物（卡繆、睦美）

2014年
- 人中之龍 維新！（遙）
- J-StarS Victory VS（神樂）
- 电击文库 FIGHTING CLIMAX（夏娜、逢坂大河）

2015年
- 傳頌之物 虛偽的假面（卡繆）
- 夢王國與沉睡中的100位王子殿下 (煌牙)

2016年
- 傳頌之物 二人的白皇（卡繆）
- 陰陽師（神樂、孟婆）
- 闇影詩章（班比）
- 崩壞3rd（琪亞娜·卡斯蘭娜）
- 狂战传说（莱菲瑟特·克拉弗）
- Fate/Grand Order（織田信長、克麗奧佩脫拉七世）
- League of Legends（安妮<日语版>）

2017年
- 怪物彈珠（諾斯特拉達姆斯）
- CR魔法老师（月咏）
- 在茜色的世界與君詠唱 (小碓尊)
- 永遠的七日之都（安）
- 另一個伊甸園 超越時空的貓（莉卡)
- 魔法禁书目录（手游）（雅妮丝·桑提斯）
- 聖火降魔錄 英雄雲集（瑞瓦提恩）

2018年
- Sdorica -sunset-（普吉/雪爾森·卡特威爾）
- 拳皇全明星（神樂）
- 人中北斗（琳兒）
- 永恆冒險M（愛利西思・賽格特）
- 轟炸少女（津輕）

2019年
- 白金火車（日语：プラチナ・トレイン）（關空遙）
- JUMP FORCE（导航员）
- 魔法紀錄 魔法少女小圓外傳（里見燈花）
- 另一個伊甸園 超越時空的貓（莉卡）
- 魔法禁书目录 幻想收束（雅妮丝·桑提斯、夏娜、阿爾馮斯·愛力克）
- 露露亞的鍊金工房 ～亞蘭德之鍊金術士4～（詩緹兒）

2020年
- 碧蓝幻想Versus（碧）
- 偶像大師 星耀季節（水瀨伊織[72]）
- 命運的法則：無限交錯（詩梨梨、辛西婭）
- 原神（陌生的神明（天理的维系者）、深渊法师）
- 食物語（金玉滿堂）
- 守望傳說（未来公主）

2021年
- 七大罪：光与暗的交战 (伊莱文)
- 戰雙帕彌什 (露娜)
- 薑餅人王國（草莓餅乾）

2022年
- 明日方舟（艾丽妮）
- 鋼之鍊金術師 MOBILE（阿爾馮斯·愛力克）
- EDENS ZERO伊甸星原（哈比）
- 勝利女神:妮姬（貝斯蒂）
- 異度神劍3（幻弦讓葉）

2023年
- 動物朋友3（麒麟）
- 人中之龍7 外傳 英雄無名（澤村遙）
- TEVI（維娜）

2024年
- 人中之龍8（澤村遙）
- 碧蓝幻想Relink（碧）
- 餓殍：明末千里行（滿穗）

时间未定

### CD
- Sigh,Sigh（植松小星）
- 0 or ∞ －Love or Unlimited－（/神宮真彌）
- BURN-UP SCRAMBLE song collection（神宮真彌）
- iDOLM@STER MASTER ARTIST 07 三浦あずさ．08 水瀨伊織．FINALE（水瀨伊織）
- iDOLM@STER MASTER PIECE 03-05（水瀨伊織）
- iDOLM@STER MASTER WORK 01．03（水瀨伊織）
- iDOLM@STER MASTER LIVE 02．04（水瀨伊織）
- iDOLM@STER Vacation for You!（水瀨伊織）
- THE IDOLM@STER MASTERBOX I + II + I&II ENCORE + III + IV（水瀨伊織）
- THE IDOLM@STER Your Song（水瀨伊織）
- 水瀨伊織 / 如月千早（水瀨伊織）

### 廣播劇CD
- 天使怪盜A Legend of Vampire・decade（原田梨紗）
- 氣象精靈記（ノーラ）
- 秋櫻之空（姉倉子鹿）
- 封魔少年（もりばやし恵礼）
- 十二國記夢三章（泰麒）
- 鋼之鍊金術師（阿爾馮斯·愛力克）
- 天使禁獵區（月神草）
- 藍蘭島漂流記（雪乃）
- （日菜）
- 終焉的年代記（新庄運切）
- 我和她的×××（椎名真琴）
- 貧窮姊妹物語（山田明日）
- 魔王愛勇者（安潔莉卡）
- 迷糊天使 （植松小星）
- Voices（桐生芹亞）
- （桐生芹亞）
- 美鳥日記（真行寺耕太）
- 十字架與吸血鬼（白雪霙）
- 天使祝詞（駿河）
- 旋風管家（三千院凪）
- 天才麻將少女（片岡優希）
- 戀愛少女與守護之盾廣播劇CD 〜妙子的温泉事件簿〜（山田妙子（如月修史））
- 迷糊餐廳（小鳥遊薺）
- 轉生學園月光錄廣播劇CD（姫宮夕）
- 尸体派对（篠崎步美）
- Dragon Crisis!（蘿絲）
- 鋼殼都市雷吉歐斯（菲麗·羅斯）
- 時間暫時停止（小旅）
- TIGER×DRAGON！Drama CD Vol.1 - 3（逢坂大河）
- 眾神中的貓神（繭）
- Ladies versus Butlers!（大地薰）
- SH@PPLE（一駿河蜜）
- Ghost Hunt〜被忘記的孩子們〜 前篇、後篇（原真砂子）
- 戀愛研究所（倉橋莉子）
- 學園愛麗絲 Vol.I〜III（今井螢）
  - 七上八下☆廣播劇CD 「學園愛麗絲」（今井螢）※花與夢2008年18·19号全員應募
- 義呆利 Axis Powers（拉脫維亞、列支敦斯登）
- 月夜的奶酪（夜璃·賽麗娜）
- 黑白少年少女（巳待吳羽）
- 蝦掰天文社（伊勢田結花）
- 日常生活中的異能戰鬥（姬木千冬）
- 魔法少女奈叶INNOCENT Sound Stage（亚丽沙·巴宁斯）
- 魔法少女奈叶Reflection 廣播劇CD（亚丽沙·巴宁斯）

### 廣播節目
- 鋼之鍊金術師 -
- 零之使魔 -
- 約束之地 -
- BLEACH - BLEACH “B” STATION
- 旋風管家 -
- 旋風管家 -
- 人中之龍3 -
- 鋼之鍊金術師 FULLMETAL ALCHEMIST - 鋼之錬金術師·廣播劇FA宣言
- 女王之刃 流浪的戰士 -

### 布袋戲
2019年
- Thunderbolt Fantasy 西幽玹歌 （嘲風）[73]

2021年
- Thunderbolt Fantasy 東離劍遊紀3 （嘲風）[74]）

2024年
- Thunderbolt Fantasy 東離劍遊紀4 （嘲風）[75]）

### 特攝
- 歸來的動物戰隊獸王者 納命來吧! 地球王者決定戰（莉莉安）
- 快盜戰隊魯邦連者VS警察戰隊巡邏連者（Jim Carter）

### 國外影集配音
- 三國 (電視劇)〈大陸〉（司馬炎）
- 旋風管家 (電視劇)〈台灣〉（三千院凪）
- 怪奇物語〈美國〉（11號）
- 爱x死x机器人〈美国〉（小燕，〈祝有好收获〉）

### 影像
- Newtype.com 2000年9月號 DVD Special Edition 2000

### 電視廣告
- （植松小星）

### 其他
- （女僕、青梅竹馬、傲嬌、妹妹四種）

## 外部連結
- I'm Enterprise 官方首頁 Talent Profile （页面存档备份，存于）（日語）
- 釘宮理惠的Ameba部落格（日語）
- 钉宫理惠的哔哩哔哩个人空间（简体中文）
- 釘宮理惠的X（前Twitter）